# Сюллі-Прюдом
Рене Сюллі́-Прюдо́м (справжнє ім'я Рене Франсуа Арман Прюдом, фр. René François Armand (Sully) Prudhomme; 16 березня 1839, Париж — 7 вересня 1907, Шатене-Малабрі) — французький поет. Член групи «Парнас». Перший лауреат Нобелівської премії з літератури — на «визнання поетичної композиції, яка свідчить про піднесений ідеалізм, мистецьку бездоганність та рідкісну комбінацію властивостей сердечності та розуму».

## Творчість
Батько майбутнього поета помер, коли йому було 2 роки. Навчався класичних мов у ліцеї Бонапарта і 1856 отримав звання бакалавра наук. Після цього поступив на службу на один із заводів Крезо. Проте Сюллі-Прюдом незабаром залишив це місце і повернувся до Парижа, де якийсь час займався вивченням нотаріального права.
Видання першої збірки віршів «Stances et Poèmes» (1865) було зустрінуте загальним схваленням; це дало йому можливість присвятити себе цілком літературній діяльності.
1869 виходить у його переказі і з його передмовою перша книга поеми Тита Лукреція Карра «Про природу речей» («Le premier livre de Lucrèce»), а 1869 — збірка «Les Solitudes».
Інші книги Сюллі-Прюдома: «Poésies (Les Epreuves, Les Ecuries d'Augias, Croquis Italiens)», 1872, за якими були:
- «Impressions de la guerre» (1872),
- «Les Destins» (1872),
- «La Revolte des fleurs» (1874),
- «La France» (1874),
- «Les Vaines tendresses» (1875),
- «La Justice» (1878),
- «Le Prisme» (1886),
- «Le Bonheur» (1888),
- «Les Solitudes» (друге видання, 1894),
- «Oeuvres de prose» (1898),
- «Sully Prudhomme а Alfred de Vigny Sonnets» (1898).

Окрім творів художніх, в яких домінували песимістичні настрої, Сюллі-Прюдому належать роботи теоретичного штибу: «Réflexions sur l'art des vers» (1892), «L'expression dans les beaux-arts», (1901). Найвідоміші твори: філософські поеми «Долі» (1872), «Справедливість» (1878), «Щастя» (1888), Соціологічні і мистецтвознавчі роботи (зокрема «Поетичний заповіт» — «Testament poétique», 1901).
Прюдом був учасником Франко-пруської війни і активним прихильником Дрейфуса. На війні швидко занедужав, тому потрапив у шпиталь, де міг багато писати. Зокрема, тоді Сюллі-Прюдом пише патріотичний вірш «Військові враження».
1881 обраний членом Французької академії, а 1901 присуджена Нобелівська премія з літератури.
Помер 7 вересня 1907 на своїй віллі поблизу Парижа.

### Прюдом та Україна
Вірші Армана Сюллі-Прюдома перекладав Микола Вороний, найбільше — Михайло Драй-Хмара, який готував цілу антологію перекладів французьких «парнасців»: П. Варлена, Ш. Бодлера, Т. Готьє, Ш. Леконта де Ліля, С. Малларме, Т. де Банвіля, Л. Дьєркса, П. Клоделя, Ж. Лафорга, Т. Корб'єра. Всі ці поети були сучасниками Прюдома.
Письменник Юрій Винничук аналізував причини відсутності українського Нобелівського лауреата з поезії, покликаючись на французького поета:
| Останні поети, відзначені Нобелем, які творили класичним стилем – Сюллі-Прюдом у 1901 і Фредерік Містраль у 1904 р. Сучасна світова поезія давно відмовилася від класичних стилів, і всі наступні поети-лауреати були прихильниками верлібру та білого вірша. |

## Зразок вірша
Le Vase brisé (збірник «Stances et Poèmes») — «Розбита ваза», аналогія розбитої вази із нещасним коханням:
```
Le vase où meurt cette verveine
D'un coup d'éventail fut fêlé ;
Le coup dut l'effleurer à peine :
Aucun bruit ne l'a révélé.

Mais la légère meurtrissure,
Mordant le cristal chaque jour,
D'une marche invisible et sûre,
En a fait lentement le tour.

Son eau fraîche a fui goutte à goutte,
Le suc des fleurs s'est épuisé ;
Personne encore ne s'en doute,
N'y touchez pas, il est brisé.

Souvent aussi la main qu'on aime,
Effleurant le cœur, le meurtrit ;
Puis le cœur se fend de lui-même,
La fleur de son amour périt ;

Toujours intact aux yeux du monde,
Il sent croître et pleurer tout bas
Sa blessure fine et profonde ;
Il est brisé, n'y touchez pas.

```

В перекладі Михайла Драй-Хмари:
```
Ту вазу, де вербена в’яне, 
торкнулась віялом вона.
Легкий удар її поранив, 
і накололась грань скляна.

Але та рана непомітна
розходилася потайком,
щодня точила скло тендітне,
поки не обійшла кругом.

Вода по краплі витікала…
Вже й соку у стеблі нема,
та ваза ще стоїть, не впала, —
вона розбита — не займай.

Та інколи рука кохана
нам серце знехотя вразить, —
і ятрить на ньому рана,
що цвіт, кохання цвіт в’ялить.

Незримо для чужого ока
зростає там журба німа.
Та рана серця є глибока:
воно розбите — не займай.

1926

```